# Hildebold van Keulen

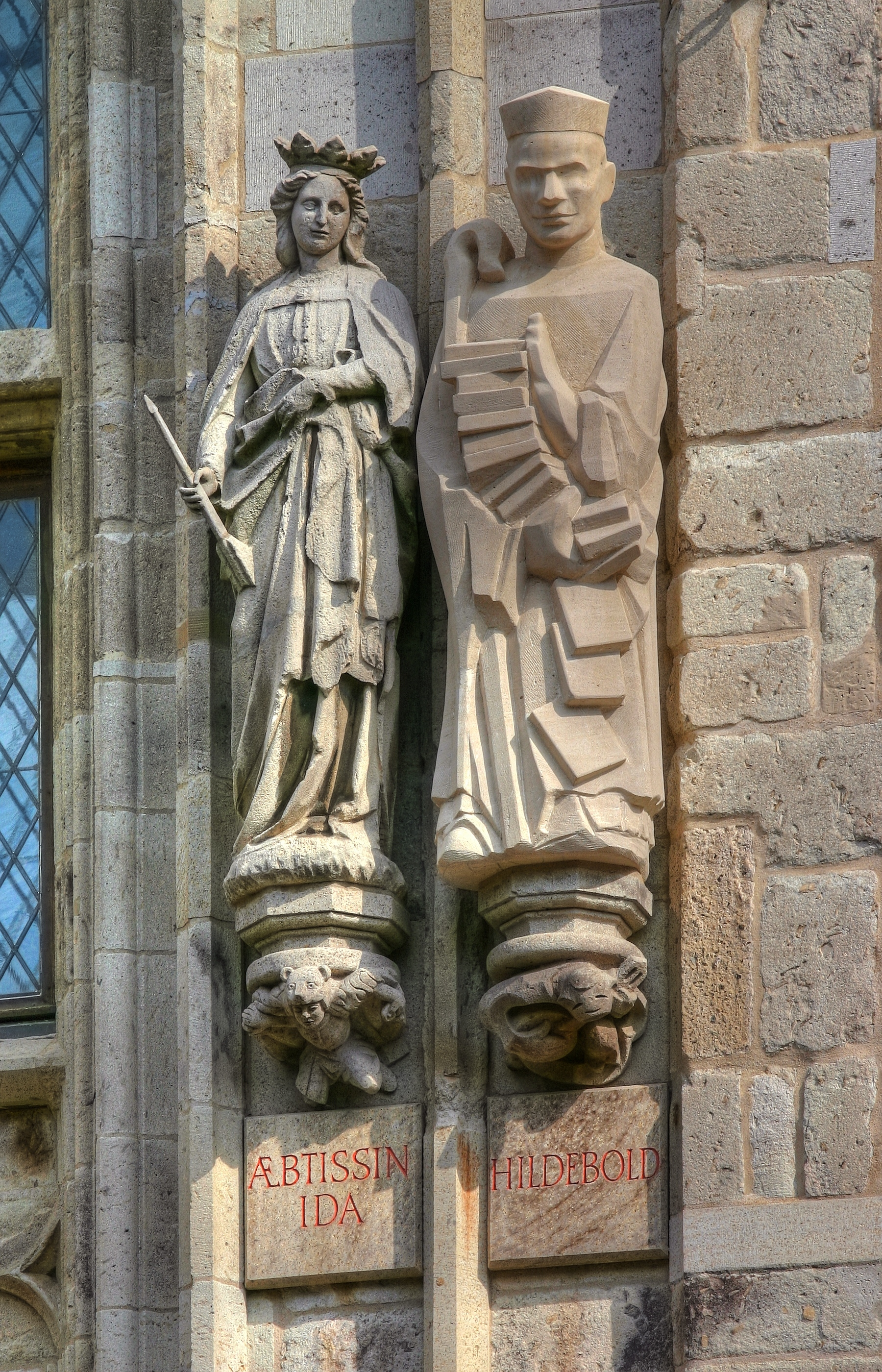
Ida en Hildebold

Hildebold (overleden 3 september 818) was van 787 tot 795 bisschop van Keulen. Vanaf 795 was hij de eerste aartsbisschop van Keulen. Daarnaast was hij ook de kanselier van Karel de Grote en aartskapelaan aan diens hof.
- Bibliothèque nationale de France: cb17140885j (data)
- Gemeinsame Normdatei: 137947186
- International Standard Name Identifier: 0000 0000 5897 3690
- Nationale Bibliotheek van Tsjechië: jo20221139168
- Virtual International Authority File: 86109242
- WorldCat: E39PBJr7TmHQHKRtbQXTMrryVC